# Roa (chi cá)
Roa là một chi cá biển thuộc họ Cá bướm. Các loài trong chi này được phân bố ở Ấn Độ Dương và Thái Bình Dương.

## Từ nguyên
Từ roa trong ngôn ngữ của người Polynesia có nghĩa là "cao, dài", hàm ý đề cập đến mẫu định danh của loài điển hình R. excelsa được đưa lên từ vùng nước sâu bởi dòng dung nham của ngọn núi lửa Mauna Loa trên đảo Hawaii. Ban đầu, David Starr Jordan đã đặt tên cho chi này là Loa (nghĩa là "cao, dài" trong tiếng Hawaii), nhưng lại trùng tên với chi Loa Stiles, 1905 của ngành Giun tròn nên ông đã đổi thành Roa.

## Phân loại
Một số nhà ngư học chỉ xem Roa là một phức hợp loài nằm trong chi Cá bướm (Chaetodon), nhưng Roa có rất nhiều khác biệt so với các loài cá bướm khác. Các tia gai của vây lưng cao hơn (thường tăng dần từ gai đầu tiên đến gai thứ ba hoặc tư, và giảm dần đến gai cuối cùng), kiểu màu đặc trưng (các dải màu nâu và trắng xen kẽ), và thường sống ở vùng nước khá sâu.

## Hình thái
Đặc điểm chung của các thành viên thuộc chi Roa là có màu trắng với ba dải sọc màu vàng nâu đến nâu sẫm. Dải thứ nhất băng qua mắt, dải thứ hai kéo dài từ các tia gai ở vây lưng xuống bụng, và dải thứ ba kéo dài từ vây lưng mềm phía sau xuống vây hậu môn. Ngoài ra, tất cả đều có một đốm đen viền trắng, hình tròn hoặc thuôn dài, ở phía sau của vây lưng. Vây bụng có gai màu trắng, còn lại là màu nâu (trừ R. rumsfeldi có vây bụng màu nâu sẫm hoàn toàn kể cả tia gai).

## Các loài
Có 6 loài được công nhận trong chi này, bao gồm:
- Roa australis Kuiter, 2004[5]
- Roa excelsa (Jordan, 1921)
- Roa haraguchiae Uejo, Senou & Motomura, 2020[6]
- Roa jayakari (Norman, 1939)
- Roa modesta (Temminck & Schlegel, 1844)
- Roa rumsfeldi Rocha, Pinheiro, Wandell, Rocha & Shepherd, 2017[3]